# Mimoso do Sul (kommun)
Mimoso do Sul är en kommun i Brasilien.   Den ligger i delstaten Espírito Santo, i den sydöstra delen av landet, 900 km sydost om huvudstaden Brasília. Antalet invånare är 25 898. Arean är 867 kvadratkilometer.
Terrängen i Mimoso do Sul är huvudsakligen kuperad, men åt sydost är den platt.
Följande samhällen finns i Mimoso do Sul:
- Mimoso do Sul

Omgivningarna runt Mimoso do Sul är huvudsakligen savann. Runt Mimoso do Sul är det ganska tätbefolkat, med 54 invånare per kvadratkilometer.